# Méhtenyésztés
A legkisebb méhészetek kivételével a méhész nem elégedhet meg azzal, hogy esetleges, hogy melyik családjából származik az anyák következő nemzedéke, hanem törekednie kell a legjobbak kiválasztására. Vannak méhészek, akik nemcsak saját maguknak nevelik az anyákat, hanem tervszerű tenyésztést végeznek, és még herékről is gondoskodnak, a herés családot (apacsaládot) is kiválasztják, mivel az utódok tulajdonságai az apai örökségtől is függenek. Így lehet például afrikanizált az a család, ahol az anya európai, de afrikanizált herékkel párzott.
A méhek tenyésztése eltér más háziállatok tenyésztésétől. Előnye, hogy egyszerre sok anyát és herét lehet nevelni, és évente több nemzedék is nevelhető és megfigyelhető. Nehézsége, hogy az egyéni teljesítményt nem lehet megfigyelni, valamint a méh szaporodásának sajátságai miatt nem a jó teljesítményű dolgozót, hanem csak annak anyját vagy testvérét lehet tenyésztésre kijelölni, valamint nem lehet megfigyelni magát a párzást. Többnyire nem lehet személy szerint kiválasztani a heréket; erre csak mesterséges megtermékenyítéskor kerülhet sor. Az így megtermékenyített anyát rendszerint továbbtenyésztik, és csak az ő utódai kerülnek termelő családokhoz. Az angol bioméhészetben tilos a mesterséges megtermékenyítés, mert azzal megsértenék a királynőt.
A tenyésztés kivitelezésének három lépése a herenevelés, az anyanevelés és a pároztatás.

## Tulajdonságok
A kívánt tulajdonságok lehetnek külsők, küllemi jellemzők, vagy jellemezhetik a viselkedést (szelídség, gyűjtőhajlam, takarítóösztön), de lehetnek más sajátságok is, mint az élettartam vagy a betegségeknek való ellenállás. Nehézséget okoz, hogy a here olyan tulajdonságokat is örökít, amelyek csak a dolgozón vagy az anyán jelennek meg.
A fontosabb testi jegyek:
- Méretek, ami nemcsak hosszirányú, hanem keresztirányú méretet is jelent.
- Testarányok, például a lábak hossza
- Szín, a fajtára jellemző szín megtartása. Az anya színe kevésbé jellemző.
- Szőrzet, különösen a tor és a potroh ötödik gyűrűjének hátának hátának szőrzete. Ez utóbbi a szőröv, ami a dolgozóra jellemző.
- Erezet. Az erek aránya egy olyan jellemző, amivel nemcsak a fajta azonosítható be, hanem a család is. Két, jól meghatározott ér aránya a kubitális index. Ennek meghatározása ugyan pénzbe kerül, de segíthet a családot azonosítani, ha kell.
- A here potrohának végén levő pikkelyek alakja.
- A viasztükör alakja; ez is fajtajellemző.
- A szipóka hosszúsága azért is fontos, hogy a méh képes legyen leérni a legtöbb virág mélyére. Ha ez a családban túl sok tagnál túl rövid, akkor a családot kizárják a tenyésztésből.

A fontosabb viselkedési szempontok:
- Szelídség
- Gyűjtőhajlam (méz, virágpor). Az erősebben gyűjtő jobb
- Építés, viasztermelés
- Ragasztóhajlam. Ennek a méhész szempontjából nem jó erősnek lennie, de ha a család nem használ propoliszt, akkor azt a méhek egészsége sínyli meg. Kompromisszumként egy köztes erősség a legjobb.
- Takarítóösztön, ez azt jelzi, hogy milyen jól takarítanak a családban. Az erősebb kedvez a család egészségének.
- Rajzóhajlam, gyenge kívánatos.
- Rablóhajlam, gyenge kívánatos.
- Jó telelés

További fontos tulajdonságok:
- Hosszú élet
- Betegségekkel szembeni ellenálló-képesség
- Alkalmazkodóképesség
- Anya petézése, fiasítás mérete
- Család nagysága

## A here szerepe az ellenőrzésben
A haplodiploid nemmeghatározás szerint a here haploid, megtermékenyítetlen petéből fejlődik szűznemzéssel, tehát nincs apja. Rajta megmutatkozhatnak azok a tulajdonságok, amelyek rejtve maradtak az anyában. Lehet például fehér vagy piros szeme, ami beltenyészetet jelez, vagy változatos hereivadék, ami genetikai változatosságot, keresztezést jelez. Az anya csak egyéves korától kezdve szaporít herét, az olasz méhek anyái még később kezdenek herepetét rakni. Előbb csak úgy lehet belőlük következtetni, ha a család egy részét elkülönítik az anyától, és az ott petéző álanyák hereivadékából lehet következtetni az álanyák szüleire. Egyszerre azonban több álanya is petézhet, és nem biztos, hogy ugyanaz a here az apjuk. Azt sem lehet tudni, hogy melyik álanya hány petéjéből lett here. A beltenyészetet akadályozza, hogy ha az anya túlnyomórészt testvéreivel párzott, akkor petéinek feléből meddő herék fejlődnek. Ez a népesség csökkenése mellett plusz munkát jelent a másik feléből fejlődő dolgozóknak. Az ilyen anya fiasítása sörétes.

## Herenevelés
A herés családot (apacsaládot) a tervszerű tenyésztéshez ugyanolyan gondosan kell kiválasztani, mint az anyás családot. Itt vigyázni kell arra, hogy az anya már ne legyen túl fiatal, mert akkor nem lesz here. Az apacsaládnak herefiasításra alkalmas keretet adnak, és az építtető keretben is meghagyják a heresejteket. A herefiasítás egy részét más családokhoz is szétosztják, míg a többi család saját herefiasítását kivagdalják. A herés kereteket messzebbre teszik, mint a többi keretet, mert a herefiasításnak több helyre van szüksége. A családot serkentik.  

## Anyanevelés
Az anyanevelésre szánt családtól elvesznek egy kis fiatal dolgozófiasítást. A sejteket átalakítják, és más családoknak adják, hogy anyát neveljenek belőlük (dajkacsalád). Amikor közeledik az anyák kelésének ideje, a bölcsőket zárkázzák, majd az anyákat vagy beadják az anyátlan családoknak, vagy kis, külön erre a célra létrehozott pároztatókba kerülnek, és csak akkor kerülnek termelő családokhoz, ha már petéznek. Magyarországon saját céljára vagy ingyen továbbadásra bármely méhész nevelhet anyát, de csak bejegyzett anyatenyésztők adhatnak el.

## Pároztatás
A méhtenyésztés befejező lépése a pároztatás. Ehhez gondoskodni kell arról, hogy az anya túlnyomórészt az apacsalád heréivel pározzon. Ennek biztosítására több módszer is használatos.

### Különféle módszerek
A herenevelés korlátozását a fent leírtak szerint végzik. A többi családnak is alkalmat kell adni a herék nevelésére, mert ha az anyák nem az éviek, akkor ösztönösen petéznek herét is. Eredményessége a röpkörzeten belüli többi méhészet lakóitól is függ.
Az ismételt anyacsere két évet vesz igénybe. Az első évben az összes családnál anyát cserélnek, a herékkel nem törődnek. A második évben ismételten lecserélik az anyákat, és gondosan szelektálják őket. Azokat az anyákat próbálják kiszűrni, amelyek idegen, rosszabb tulajdonságokat örökítő herékkel párzottak.
A herék beadásának módszere azon a feltételezésen alapul, hogy az anyát elsősorban az ő családjából kiszálló herék követik. A heréket vagy fiasítással, vagy összefogdosva adják be. Hátránya, hogy a herék nem érzik jól magukat a kis családokban, és szétszélednek, nagyobb családokhoz kéredzkednek be.
A pároztatás herejárás után Köhler-módszerként is ismert. Lényege, hogy a tenyészcsaládokat rábírjuk arra, hogy késő délután repüljenek ki, így az anyának nem sok alkalma van más családok heréivel párzani. Egészen 17 óráig a pároztatókat és az apacsaládokat sötét helyen tartják elzárva, majd úgy állítják, hogy a röpnyílást napfény érje, és mézes vizet fecskendeznek be. Mivel az apacsaládot nehézkes cipelni, ezért további fogásokkal segítenek a bajon. Az herék nevelésének időszakában az apacsalád herefiasítását anyaráccsal a mézkamrába rekesztik, és a mézkamra röpnyílását lezárják. A párzás előkészítésekor a fészek röpnyílása elé anyarácsot tesznek, és a mézkamra röpnyílását nyitják ki. A pároztatás után újra bezárják a mézkamra röpnyílását, és a fészket nyitják ki.
Egy további fogás az, hogy a megszokott időszakon kívül nevelnek anyát, heréről pedig vagy herepetéző anya átteleltetésével, vagy a hereűzés meggátlására anyátlanná tett családdal, vagy pedig herenevelésre serkentett családdal gondoskodnak. Ezek az időszakok azonban kedvezőtlenek az anyanevelésre, és korlátozza a tenyésztés időtartamát.
A zárt helyi pároztatással sokat kísérleteztek, de eredménytelenül.

### Pároztató állomás
A pároztató állomás alapgondolata az, hogy a tenyészcsaládokat olyan messzire viszik a többi méhészettől, hogy más méhek ne verhessenek részt a párzásban. Az anyák és a herék ugyan akár 7-10 kilométerre is elrepülnek, de ez ritka; többnyire nem tesznek meg 2-3 kilométernél többet. Ugyan kénytelen messzire repülni az anya, ha nincs a közelben here, de a pároztató állomás bőségesen bocsát heréket az anya rendelkezésére. Sík vidéken nagyon nehéz olyan helyet találni, ami minden méhészettől elég messze van. Külföldön sokat völgykatlanba vagy szigetre telepítenek. Ha gondosan helyezik el, akkor a tenyésztési cél teljesíthető.
A telepre csak herementes kis családok vihetők. Kezelésük az otthonihoz hasonló, de ki kell belőlük szűrni a heréket. Több helyen azt is meghatározzák, hogy milyen legyen a pároztató. Egy apacsalád 50-100 pároztatóhoz képes herét adni. Az apacsaládok kiváló tenyészcsaládok. A környéket akár rendőrségi ellenőrzésekkel is méhmentesen tartják. Az egyszerűen berendezett pároztató állomást szögesdróttal veszik körbe.
A fő kívánalmak a pároztatóállomással szemben:
- Minden más méhestől röptávolságon kívül legyen; ez legalább 5 km-t jelent.
- Jó legyen a közlekedés.
- Szélvédett, napsütéses helyen legyen.
- A méhlegelő bőséges táplálékot nyújtson.
- Meg kell akadályozni, hogy idegen herék jussanak az apacsaládokba. Vagy akkor szállítják oda, amikor még nincs here, vagy az idegen herék bejutását anyaráccsal akadályozzák meg.
- Az apacsaládokat gondozni kell, hogy bőséget érezzen, és sokáig legyenek heréi. Pergetni is csak a pároztatás után szokták.

### Mesterséges megtermékenyítés
A mesterséges megtermékenyítés a pároztatást kiegészítő módszer. A fajtajavításban jut szerephez. Előnye, hogy még magukat a heréket is ki lehet választani. Hátránya, hogy körülményes, ezért általános használatra nem való. Az így megtermékenyített anyákat továbbtenyésztik, és csak lányaik vagy unokáik kerülnek termelő családokhoz. Egyszeri befecskendezéssel 2-3 hónapig, kétszeri befecskendezéssel egy szezonra, négyszeri befecskendezéssel pedig teljes életre elegendő spermát kap. A módszer nem teljesen biztos, mert utána az anya még kirepülhet párzani.
Az anya mesterséges megtermékenyítésre 4-10 napos korában a legjobb. A herét kloroformmal elkábítják, majd párzószervéből spermát vesznek. Az anyát csőbe dugják, és csak potrohának végét hagyják szabadon. Szén-dioxiddal elkábítják, Potrohának utolsó gyűrűjét széthajtogatják, fullánkját rögzítik. A spermát a páratlan petevezetőbe fecskendezik úgy, hogy közben lenyomják a hüvelykbütyköt, ami eltorlaszolja a sperma útját. A munkához mikroszkópot használnak 20-szoros nagyítással. A kéz remegésének elkerüléséhez állványon mozgatják a szerszámokat. Az egész procedúrát két naponta ismétlik. Még teljes felébredése előtt teszik vissza a családba.

## A magyar méhtenyésztés helyzete
Magyarországon méhtenyésztő az lehet, aki tagja a Magyar Méhtenyésztők Országos Egyesületének. Csak a krajnai fajta magyar típusát (alföldi krajnai, pannon méh) tenyészthetik. Egy méhtenyésztőnek egyszerre legfeljebb öt tenyészcsaládja lehet. A családokat évente ellenőrzik, de leginkább a külső fajtajellegekre összpontosítanak, mert a többi ellenőrzése nehezebb, így azok a méhtenyésztő lelkiismeretére vannak bízva. A méhtenyésztő csak akkor kaphat engedélyt arra az évre, ha legalább két családja átment a vizsgálaton. Magyarország egyetlen pároztató állomása Gödöllőn van. Méhész körökben néha felmerül, hogy kellene bérelni egy szigetet, és oda telepíteni még egy pároztató állomást, de eddig erre nem került sor.